# Marmellata d'uva scrucchiata
La Marmellata d'uva scrucchiata è un tipo di marmellata prodotta in Abruzzo, realizzata con l'uva di Montepulciano. Per ottenere la marmellata, gli acini vengono schiacciati manualmente con una manovra chiamata scrucchiatura. Fa parte dei Prodotti agroalimentari tradizionali abruzzesi.